# Старикович, Геннадий Адамович
Геннадий Адамович Старикович (13 мая 1947 — неизвестно) — советский футболист, вратарь, тренер.
Всю игровую карьеру провёл в клубе класса «Б» и второй лиги СССР «Двина» Витебск — в 1966—1980 годах сыграл 474 матчей. В 1982—1984 годах был в команде тренером, с 1987 по июль 1988 — главный тренер.